# Кирк, Карл
Карл Кирк (дат. Karl Kirk; 5 апреля 1890, Sønder Nærå, Южная Дания — 6 марта 1955, Орхус) — датский гимнаст, серебряный призёр летних Олимпийских игр 1912 года в командном первенстве по шведской системе.